# Ålarydssjön
Ålarydssjön är en sjö i Vaggeryds kommun i Småland och ingår i Lagans huvudavrinningsområde. Sjön har en area på 0,0631 kvadratkilometer och ligger 188,2 meter över havet. Sjön avvattnas av vattendraget Västerån. Vid provfiske har abborre, gädda och mört fångats i sjön.

## Delavrinningsområde
Ålarydssjön ingår i det delavrinningsområde (636313-139105) som SMHI kallar för Mynnar i Långasjön. Medelhöjden är 226 meter över havet och ytan är 30,29 kvadratkilometer. Räknas de 2 delavrinningsområdena uppströms in blir den ackumulerade arean 80,52 kvadratkilometer. Västerån som avvattnar avrinningsområdet har biflödesordning 3, vilket innebär att vattnet flödar genom totalt 3 vattendrag innan det når havet efter 207 kilometer. Delavrinningsområdet består mestadels av skog (86 %). Avrinningsområdet har 0,23 kvadratkilometer vattenytor vilket ger det en sjöprocent på 0,8 %.